# Летенков, Эдуард Васильевич
Эдуард Васильевич Летенков (10 августа 1946, Каунас — 1 февраля 2019, Санкт-Петербург) — советский и российский историк, доктор исторических наук, профессор Санкт-Петербургского государственного университета.

## Биография
В 1965 г. поступил на факультет журналистики Ленинградского государственного университета, в 1970 г. — в аспирантуру ЛГУ и успешно защитил кандидатскую диссертацию по теме «Политика царского правительства в области печати. 1895—1917 гг.».
С 1973 по 1996 год Эдуард Васильевич работал на факультете журналистики ― в начале на кафедре теории и практики партийно-советской журналистики, затем — на кафедре истории журналистики и кафедре современной периодической печати. В 1989 г. защитил диссертацию на соискание ученой степени доктора исторических наук «„Литературная промышленность“ России конца XIX — начала XX века», в которой одним из первых в отечественной историографии применил количественные методы при изучении истории журналистики. В 1980—1983 гг. Эдуард Васильевич исполнял обязанности заместителя декана факультета журналистики, в 1989—1994 гг. ― декана того же факультета.
В 1996 г. Э. В. Летенков был переведен на должность профессора кафедры источниковедения истории России исторического факультета СПбГУ. За 20 лет работы на кафедре он разработал и успешно читал курсы: «Основы литературного мастерства историка», «Банки и базы данных в исторических исследованиях», «Современные методы в научных исследованиях» и др. Под его руководством подготовлено и защищено несколько кандидатских диссертаций.
Эдуард Васильевич более 50 лет посвятил учёбе и работе в Санкт-Петербургском университете. Всегда активно участвовал в общественной жизни университета. Был командиром студенческого строительного отряда, входил в состав профсоюзного комитета преподавателей и сотрудников ЛГУ, Ученого совета университета и исторического факультета, учебно-методической комиссии Института истории СПбГУ.

## Научная деятельность
В сфере научных интересов ученого находились проблемы источниковедения и истории периодической печати России, история журналистики, вопросы компьютеризации исторических исследований.

## Публикации
Э. В. Летенков — автор более 50 научных публикаций, составитель указателей содержания российских исторических журналов: «Журнал „История СССР“: 1977—1986 гг.» (СПб., 2009), «Журнал „Писчебумажное дело“». 1904—1917″ (СПб., 2010), «„Русская Старина“: систематический указатель содержания. 1903―1917 гг.» (СПб., 2012), и др.

## Награды
В 2006 г. был награждён нагрудным знаком «Почетный работник высшего и профессионального образования Российской Федерации», имел звание «Ветеран труда» (2007 год), награждён медалью «Санкт-Петербургский государственный университет» (2017).
За инициативный и добросовестный труд Эдуард Васильевич Летенков неоднократно получал благодарности от руководства Университета.